# Pierre de Coubertin

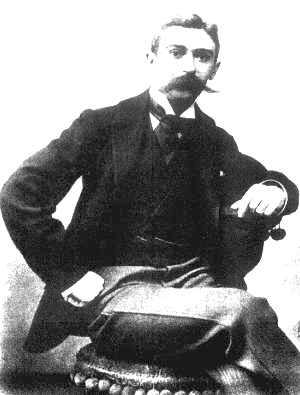
Baronul Pierre de Coubertin, prin anul 1900.

Pierre de Coubertin (n. 1 ianuarie 1863, Paris - d. 2 septembrie 1937, Geneva, Elveția) a fost un pedagog și istoric francez, fondatorul CIO și părintele Jocurilor Olimpice moderne.
A devenit unul dintre primii susținători ai educației fizice în Franța.

## Biografie
Pierre de Coubertin s-a născut la Paris, la 1 ianuarie 1863, într-o familie aristocratică și a murit la Geneva. A fost al doilea președinte al Comitetului Internațional Olimpic în perioada 1889 - 1916 și 1919 - 1925.